# Arco delle Izu-Bonin-Marianne

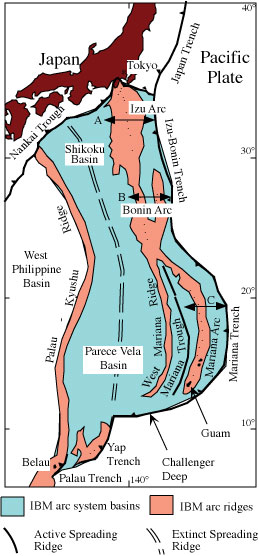
L'arco delle Izu–Bonin–Marianne nell'Oceano Pacifico occidentale.

L'arco delle Izu–Bonin–Marianne (nella letteratura scientifica inglese abbreviato in IBM, acronimo di Izu–Bonin–Mariana) è un arco insulare risultante da un margine convergente di placche tettoniche.

## Caratteristiche
L'arco si estende per oltre 2.800 km a sud di Tokyo, in Giappone, passa oltre l'isola di Guam e comprende le Isole Izu, le Isole Ogasawara o Bonin, e le Isole Marianne; la maggior parte dell'arco è sommersa in quanto si trova al di sotto del livello del mare.
L'arco delle Izu–Bonin–Marianne è posizionato lungo il margine orientale della placca delle Filippine nell'Oceano Pacifico occidentale. All'interno dell'arco si trova l'abisso Challenger, il punto più profondo della superficie terrestre, situato nella fossa delle Marianne.

## Origine
L'arco delle IBM si è formato in seguito alla subduzione della placca pacifica occidentale e subduce litosfera risalente al Giurassico medio e al Cretacico inferiore; a nord è presente litosfera più giovane, mentre a sud si trova quella più antica, inclusa la più vecchia crosta oceanica risalente a ~170 milioni di anni fa. La velocità di subduzione va da ~2 cm all'anno al sud, a 6 cm all'anno a nord.
Si ritiene che le isole vulcaniche che costituiscono questo arco si siano formate in seguito al rilascio di composti volatili (vapore proveniente da acqua intrappolata e altri gas) rilasciati dalla placca subdotta, quando essa ha raggiunto una profondità tale che l'aumentata temperatura ha provocato il rilascio dei materiali. Le fosse oceaniche associate si formano in quanto la parte più antica (quella occidentale) della crosta della placca pacifica aumenta di densità con l'età; in seguito a questo processo, la crosta raggiunge a un certo punto una densità tale da sprofondare al di sotto della crosta più a ovest.
L'arco delle Izu–Bonin–Marianne è un eccellente esempio di margine convergente intra-oceanico. Questa tipologia di archi è costruita su crosta oceanica e si differenzia notevolmente dagli archi costruiti su crosta continentale, come il Giappone e le Ande. Dal momento che la crosta dei margini intra-oceanici è più sottile, densa e reattiva di quella al di sotto dei margini di tipo andino, lo studio dei prodotti di fusione e dei fluidi intra-oceanici consente una migliore valutazione dei processi e dei flussi mantello-crosta. Questi archi sono lontani dai continenti e di conseguenza non sono influenzati dai grandi volumi di prodotti apportati dai sedimenti di origine glaciale. La sottile copertura sedimentaria rende più agevole lo studio delle infrastrutture dell'arco nonché la determinazione della massa e della composizione dei sedimenti subdotti.
I sistemi idrotermali attivi trovati nella parte sommersa dei margini convergenti intra-oceanici permettono di studiare come si sono formati alcuni importanti depositi di minerali.